# Solly Smith
Solly Smith, de son vrai nom Solomon Garcia Smith, est un boxeur mexicano-américain né le 6 mars 1871 à Los Angeles, Californie, et mort le 28 août 1933.

## Carrière
Passé professionnel en 1888, il devient champion du monde des poids plumes le 4 octobre 1897 après sa victoire aux points en 20 reprises contre le canadien George Dixon. Smith conserve 2 fois son titre avant de s'incliner face à l'irlandais Dave Sullivan le 26 septembre 1898. Il met un terme à sa carrière en 1904 sur un bilan de 28 victoires, 13 défaites et 20 matchs nuls.

## Référence
1. ↑  (en) Solly Smith vs. Dave Sullivan (boxrec.com)